# Karate Kid: Legends
Karate Kid: Legends (bra: Karate Kid: Lendas; prt: Karate Kid: Os Campeões) é um filme estadunidense de drama de artes marciais de 2025. Dirigido por Jonathan Entwistle, a partir da produção de Karen Rosenfelt e de um roteiro escrito por Rob Lieber, o filme é estrelado por Jackie Chan e Ralph Macchio, e está programado para ser lançado nos cinemas pela Sony Pictures Releasing em 8 de maio de 2025 no Brasil e no dia 29 de maio em Portugal.

## Premissa
A Sony Pictures referiu que Karate Kid será um "retorno à franquia Karate Kid original".

## Elenco
- Jackie Chan como Sr. Han
- Ralph Macchio como Daniel LaRusso
- Ben Wang como Li Fong
- Joshua Jackson como Victor
- Shaunette Renée Wilson como Sra. Morgan
- Sadie Stanley, Ming-Na Wen, Aramis Knight, Wyatt Oleff e Jennifer-Lyn Christie foram escalados para papéis não revelados.

## Produção

### Background
Karate Kid (1984), estrelado por Ralph Macchio como Daniel LaRusso, foi seguido por três sequências: Karate Kid Parte II (1986), The Karate Kid Part III (1989) e The Next Karate Kid (1994), embora Macchio não tenha retornado para o quarto filme. Um remake do primeiro filme foi lançado em 2010, com um enredo semelhante, mas com um conjunto diferente de personagens, incluindo Jackie Chan como Sr. Han. Apesar de manter o título original, o remake focou no kung fu, já que o filme se passava na China. Uma série de televisão, Cobra Kai, estreou em 2018.

### Desenvolvimento
Em setembro de 2022, um novo filme foi anunciado em desenvolvimento e foi descrito como "o retorno da franquia Karate Kid original". O co-criador de Cobra Kai, Jon Hurwitz, afirmou mais tarde que não estava envolvido com o projeto e que este não estava diretamente ligado à série de televisão.
Em agosto de 2023, foi relatado que Jackie Chan reprisaria seu papel do filme de 2010. Em novembro do mesmo ano, Chan se juntou oficialmente ao elenco ao lado de Ralph Macchio em seus respectivos papéis como Sr. Han e Daniel LaRusso. O estúdio anunciou uma convocação mundial para se juntar ao elenco para um ator estrelar como a iteração do personagem titular do filme. Jonathan Entwistle atuará como diretor a partir de um roteiro escrito por Rob Lieber, onde a trama envolverá um adolescente da China se mudando para a costa leste e começando a estudar artes marciais. Karen Rosenfelt produzirá o filme, com as filmagens estando programadas para começar na primavera de 2024.

## Lançamento
Karate Kid: Legends está programado para ser lançado em 30 de maio de 2025 nos Estados Unidos e no Canadá. Inicialmente programado para ser lançado em 7 de junho de 2024, o filme foi adiado para 13 de dezembro de 2024, em parte como resultado das greves de roteiristas e atores de 2023, e depois, para 30 de maio de 2025, para evitar conflito com a última temporada de Cobra Kai.
No Brasil e em Portugal, o filme tem previsão de lançamento em 8 e 29 de maio de 2025, respectivamente.